# Isoo Fukui
Isoo Fukui  (jap. 福井 五十雄, Fukui Isoo; * 10. April 1947) ist ein japanischer Jazzmusiker (Kontrabass, Cello).
Isoo Fukui, der 1968 nach Tokio zog, wurde 1972 Mitglied des Trios des Pianisten Masaru Imada; mit dem er im selben Jahr  Shigeko Toya (Commin’ Out, Three Blind Mice) begleitete; weitere Plattenaufnahmen mit Masaru Imada entstanden 1973. In den folgenden Jahren spielte er im Seiichi Nakamura Quintett, ferner arbeitete er mit Tsuyoshi Yamamoto, Junichiro Oguchi und Hideo Ichikawa, Mitsuaki Kanno und Masanori Sasaji. 1976 legte er das in Quartettbesetzung aufgenommene Album Sunrise/Sunset (Three Blind Mice) vor, an dem Shoji Yokouchi, Hideo Ichikawa, Kazuhiro Matsuishi und Tetsujiro Obara (Schlagzeug) mitgewirkt hatten. 1977 folgte ein Duoalbum (mit Hideo Ichikawa bzw. Masayuki Ise, Gitarre), 1980 das Album ’Round About Midnight (Denon, mit Yasuaki Shimizu, Soichi Noriki, Hideo Yamaki). In den 1980er Jahren war er u. a. an Aufnahmen von Bobby Enriquez, Sakurako Ogyu beteiligt; ab den 1990ern arbeitete  er noch im Tsuyoshi Yamamoto Trio (mit Tetsujiro Obara) und im Takeshi Kurita Trio (Emotion). Im Bereich des Jazz war er zwischen 1972 und 1992 an 33 Aufnahmesessions beteiligt, u. a. auch mit den Vokalisten Minami Yasuda, Ayako Hosokawa, Eri Ohno, Mari Kanemoto, Keiko Saijō, Toshio Oida, Emi Oya sowie dem Duo von Nakaido Reichi/Yoshitaro Kanazaki.